# Joey Belterman
Joey Belterman (Ruurlo, 18 augustus 1993) is een Nederlands voetballer spelend bij SV Spakenburg. Hij stapte in mei 2014 transfervrij over van Heracles Almelo naar FC Den Bosch, waar hij een contract voor twee seizoenen tekende. Nadat zijn contract niet werd verlengd zocht hij zijn heil in de Tweede divisie bij SV Spakenburg Belterman maakte op 18 februari 2012 zijn debuut in het betaald voetbal toen hij het met Heracles opnam tegen Roda JC Kerkrade.
Daarna ging hij spelen bij RKZVC in Zieuwent en ging ook de jeugd trainen.

## Statistieken
| Seizoen                  | Club            | Land           | Competitie     | Competitie | Competitie | Beker | Beker | Totaal | Totaal |
| Seizoen                  | Club            | Land           | Competitie     | Wed.       | Dlp.       | Wed.  | Dlp.  | Wed.   | Dlp.   |
| ------------------------ | --------------- | -------------- | -------------- | ---------- | ---------- | ----- | ----- | ------ | ------ |
| 2011/12                  | Heracles Almelo | Nederland      | Eredivisie     | 3          | 0          | 0     | 0     | 3      | 0      |
| 2012/13                  | Heracles Almelo | Nederland      | Eredivisie     | 6          | 0          | 1     | 0     | 7      | 0      |
| 2013/14                  | Heracles Almelo | Nederland      | Eredivisie     | 2          | 0          | 0     | 0     | 2      | 0      |
| 2014/15                  | FC Den Bosch    | Nederland      | Eerste divisie | 37         | 3          | 1     | 0     | 38     | 3      |
| 2015/16                  | FC Den Bosch    | Nederland      | Eerste divisie | 21         | 2          | 3     | 0     | 24     | 2      |
| Carrièretotaal           | Carrièretotaal  | Carrièretotaal | Carrièretotaal | 69         | 5          | 5     | 0     | 74     | 5      |
| Bijgewerkt op 7 mei 2016 |                 |                |                |            |            |       |       |        |        |